# Морозов, Иван Иванович (полный кавалер ордена Славы)
Иван Иванович Морозов — командир взвода 209-го отдельного сапёрного батальона (143-я стрелковая дивизия, 13-я армия, 1-й Белорусский фронт), старшина.

## Биография
Иван Иванович Морозов родился в семье рабочего в селе Слобода Георгиевская Ливенского уезда Орловской губернии (в настоящее время село Калинино Ливенского района Орловской области). Окончил 7 классов школы. Работал в колхозе.
19 февраля 1942 года Ливенским райвоенкоматом был призван в ряды Красной армии. С 5 мая 1942 года на фронтах Великой Отечественной войны.
В ночь на 15 декабря 1943 года ефрейтор Морозов с двумя сапёрами в районе деревни Плещёвка в Житомирской области, на шоссе Овруч — Шепетовка по приказу командования, под сильным автоматно-пулемётным огнём заложил взрывные заряды под мост и подорвал его. Огнём своего автомата прикрывал действия группы и её отход к своим боевым порядкам. Приказом по 143-й стрелковой дивизии от 19 января 1944 года он был награждён орденом Славы 3-й степени.
Приказом по 77 стрелковому корпусу от 20 апреля 1944 года за мужество и героизм в боях против немецко-фашистских захватчиков, а также за установку минных полей 27 марта 1944 года, на одном из которых подорвался танк противника, в районе села Старые Кошары Волынской области сержант Морозов был награждён медалью «За отвагу».
18 июня 1944 года старший сержант Морозов совместно с другим сапёром под сильным оружейно-пулемётным огнём и под прикрытием огня танков разминировал мост через реку Выжевка северо-западнее села Черноплесы, чем обеспечил успешную переправу танков и боевой техники, приданой дивизии. Приказом по 47-й армии от 22 августа 1944 года он был награждён орденом Славы 2-й степени.
При прорыве укреплений противника 15 января 1945 года старшина Морозов под сильным оружейно-пулемётным и артиллерийским огнём противника возле города Новы-Двур-Мазовецки со своим взводом проделал проходы в минно-взрывных заграждениях. Прорезал проволочные заграждения в 3 кола и спираль Бруно. Пропустил пехоту, артиллерию и боевые обозы обеспечив их продвижение без потерь на минно-взрывных заграждениях. Указом Президиума Верховного Совета СССР от 31 мая 1945 года он был награжд1н орденом Славы 1-й степени.
26 апреля 1945 года, командуя штурмовой группой в Шпандау, старшина Морозов с бойцами подобрался к дому, в котором засели солдаты противника и забросал двери и окна гранатами. В результате в плен сдались 13 солдат противника.

27 апреля, сопровождая самоходные артиллерийские установки, взорвал барьер, препятствующий движению САУ, тем самым дал им возможность выйти на западный берег Шпрее и захватить мост. Приказом по 47-й армии от 24 мая 1945 года он был награждён орденом Красного Знамени.
После войны был направлен на службу в Московское высшее инженерное училище. В 1948 младший лейтенант Морозов был демобилизован по состоянию здоровья. Жил в городе Ливны Орловской области, затем в Крыму в городе Саки. Работал на химическом заводе.
Скончался Иван Иванович Морозов 20 июля 1987 года.

## Память
В честь Ивана Ивановича Морозова в городе Саки названа улица и школа.